# Ambassade de Sierra Leone en Belgique
L'ambassade de Sierra Leone en Belgique est la représentation diplomatique de la république de Sierra Leone au royaume de Belgique. Elle est située à Woluwe-Saint-Pierre et son ambassadeur est, depuis 2013, Ibrahim Sorie.

## Ambassade
L'ambassade est située avenue de Tervueren à Woluwe-Saint-Pierre (Région de Bruxelles-Capitale).

## Ambassadeurs de Sierra Leone en Belgique
Depuis le 19 septembre 2013, l'ambassadeur de Sierra Leone en Belgique est Ibrahim Sorie.